# Лев Копелев
Лев Залманович (Зиновиевич) Копелев (рус. Лев Залма́нович (Зино́вьевич) Ко́пелев, немачки: Lew Sinowjewitsch Kopelew, 9. април 1912, Кијев – Келн, 18. јун 1997) био је совјетски писац и дисидент.

## Младост
Копелев је рођен у Кијеву, тада Руском царству, у јеврејској породици средње класе. Године 1926, његова породица се преселила у Харков. Док је био студент на филозофском факултету Харковског државног универзитета, Копелев је почео да пише на руском и украјинском језику; неки од његових чланака објављени су у листу Комсомолскаја правда .
Идеалистички комуниста и активни партијски члан, први пут је ухапшен у марту 1929. због „сарадње са бухаринистичком и троцкистичком опозицијом“ и провео је десет дана у затвору.

## Каријера
Касније је радио као уредник радио вести у фабрици локомотива. Године 1932, као дописник, Копелев је био сведок принудне реквизиције жита од стране НКВД -а и раскулачења. Касније је Холодомор описао у својим мемоарима Образовање правог верника. Роберт Конквист у Жетви туге касније га је директно цитирао.
Дипломирао је на Московском државном институту за стране језике 1935. године на Факултету немачког језика, а после 1938. предавао је на Московском институту за филозофију, књижевност и историју где је и докторирао.
Када је у јуну 1941. избио немачко-совјетски рат, добровољно се пријавио у Црвену армију и користио је своје знање немачког да служи као пропагандни официр и преводилац. Имао је задатак да субвертира и индоктринира Немце, а једном приликом је наговорио немачки гарнизон Груђондз на побуну. Када је са Црвеном армијом ушао у Источну Пруску током читаве Источнопруске офанзиве, оштро је критиковао злочине над немачким цивилним становништвом и ухапшен је 1945. и осуђен на десетогодишњу казну у Гулагу због неговања „буржоаског хуманизма“ и због „саосећање према непријатељу“. У шарашки Марфино упознао је Александра Солжењицина.
Пуштен 1954. а рехабилитован 1956. године. Још увек оптимиста и верник у идеале комунизма, током Хрушчовске одмрзавања повратио је чланство у Комунистичку партију Совјетског Савеза (КПСС). Од 1957–1969 предавао је у Московском институту за полиграфију и Институту за историју уметности. Копелев се обратио Александру Твардовском, уреднику врхунског совјетског књижевног часописа, „Нови мир“ (Нови свет) да подстакне објављивање Солжењициновог „ Један дан из живота Ивана Денисовича“.
Од 1968. надаље Копелев је активно учествовао у покрету за људска права и дисидентском покрету. Године 1968. отпуштен је са посла и избачен из КПСС и Савеза писаца због потписивања протестних писама против прогона дисидената, јавне подршке Андреју Сињавском и Јулију Данијелу и активног осуђивања совјетске инвазије на Чехословачку. Такође је протестовао због искључења Солжењицина из Савеза писаца и писао у одбрану дисидентски настројеног генерала Петра Григоренка.
Копелевове књиге су дистрибуиране путем самиздата (подземног издаваштва), прокријумчарене из Русије и објављене на Западу.
Због политичког активизма и контаката са Западом одузето му је право да предаје или да буде објављен 1977. године.

## Немачка
Као научник, Копелев је водио истраживачки пројекат о историји руско-немачких културних веза на Универзитету у Вуперталу. Године 1980, док је био на студијском путовању у Западној Немачкој, одузето му је совјетско држављанство. После 1981. Копелев је био професор на Универзитету у Вуперталу.
Копелев је био почасни доктор на Универзитету у Келну и добитник многих међународних награда. 1990. совјетски генерални секретар Михаил Горбачов вратио му је совјетско држављанство.

## Лични живот
Копелев је био дуги низ година ожењен Раисом Орловом, совјетском специјалисткињом за америчку књижевност, која је са њим емигрирала у Немачку.
Њени мемоари су објављени у Сједињеним Државама 1984. године.

## Смрт
Лев Копелев је умро у Келну у Немачкој 18. јуна 1997. у 85. години и сахрањен је на Новом Донском гробљу у Москви.

## Дела
Књиге
- We lived in Moscow (Мы жили в Москве), 1974
- The Education of a True Believer, lit. And madest thyself an idol ("И сотворил себе кумира"), 1976
- To Be Preserved Forever ("Хранить вечно"), 1976
- Ease My Sorrows: A Memoir, lit. nourish my sorrows ("Утоли моя печали"), 1981
- No jail for thought, lit. about truth and tolerance ("О правде и терпимости"), 1982
- Holy Doctor Fyodor Petrovich ("Святой доктор Федор Петрович"), 1985

Чланци
- Kopelew, Lew (21. 4. 1972). „Rilke in Rußland : Die Wechselbeziehungen zwischen russischer und deutscher Literatur sind jahrhundertealt” [Rilke in Russia: the interrelations between Russian and German literature are centuries old]. Die Zeit (на језику: German).
- Kopelev, Lev (1977). „The lie can be defeated only by truth”.  Ур.: Meerson-Aksenov, Michail; Shragin, Boris. The political, social, and religious thought of Russian "samizdat" – an anthology. Belmont, MA: Nordland Publishing Company. стр. 327. ISBN 0913124133.
- Kopelev, Lev (2013) [1978]. Памяти Александра Галича [In commemoration of Alexander Galich]. Kontinent (на језику: руски). 151.
- Kopelew, Lew (26. 1. 1981). „Die Polen sind ein großartiges Volk : Der ausgebürgerte Sowjet-Schriftsteller Lew Kopelew über Dissidenten, die Sowjet-Union und Polen” [The Poles are a great people: the expatriate Soviet writer Lev Kopelew about dissidents, the Soviet Union and Poland]. Der Spiegel (на језику: German): 112.
- Orlowa, Raissa; Kopelew, Lew (28. 5. 1982). „Die Erinnerungen Pjotr Grigorenkos : Der Hauptheld ist die Wahrheit” [Memoirs by Pyotr Grigorenko: the main hero is the truth]. Die Zeit (на језику: German).